# Jiří Pelikán (pedagog)
Jiří Pelikán (4. června 1932 Duchcov – 29. dubna 2015 Praha) byl český pedagog a sportovní činovník, předseda Českého klubu fair play a spoluzakladatel Evropského hnutí fair play.
Ztráta matky, která zahynula v Koncentrační tábor|koncentračním táboře, a prožitky z válečných let v kontrastu s poválečným optimismem jej vedly již při studiu k angažovanosti v politice. Absolvoval studia pedagogiky a psychologie na Univerzitě Karlově v Praze (mezi jeho učitele patřil např. prof. RNDr. et PhDr. Vladimír Tardy a prof. Josef Váňa) a na Moskevském humanitním pedagogickém institutu (MGPI).

## Pedagogická dráha
Vyučoval budoucí učitele na Pedagogické škole v Kutné Hoře, na Pedagogickém institutu v Brandýse nad Labem a na Pedagogické fakultě Univerzity Karlovy v Praze.
Jako vysokoškolský učitel se ubíral dvěma zdánlivě protikladnými, ale vzájemně se doplňujícími směry – jedním byla oblast teorie výchovy s širokým mezioborovým
zázemím, druhým metodologie a exaktní badatelská činnost.
Jeho názory na vývoj společnosti v 60. letech 20. stol. způsobily, že musel z pedagogické fakulty odejít a po krátkém pobytu na filozofické fakultě nakonec musel opustit celou sféru vysokých škol. Uplatnění našel ve Výzkumném ústavu odborného školství (zal. 1962, dnešní Národní ústav pro vzdělávání). V letech, ve kterých nemohl vyučovat, pokračoval v empirických výzkumech v tzv. Pedagogické laboratoři, v níž publikoval řadu vynikajících studií, např.
- Hrabal, V., Lukš, J., Šafář, Z., Pelikán, J., Váchová, H.: Zpráva z výzkumu přijímacího řízení na střední školy v ČSR. Praha: Státní nakl. technické lit., 1974, 132 s., 120 s. příloh. Publikace Výzkum. ústavu odb. školství v Praze. Řada T, Teoretické studie.
- Pelikán, J., Lukš, J., Jirků, P.: Metodologie predikce úspěšného žáka SOŠ v praxi. In: Lukš, J. a kol. Sborník prací Pedagogické laboratoře VÚOŠ. 5. část. Praha: SNTL, 1982, s. 7–140.
- Pelikán, J., Lukš, J., Chundela, V.: Metodologie výzkumu účinnosti pedagogického působení ve výchovně vzdělávacím procesu: Otázky obecné metodologie výzkumu a jejich aplikace na předmět technika administrativy na SEŠ. Praha: SNTL, 1981, 176 s. Publikace Výzkum. ústavu odb. školství v Praze. Řada T, Teoretické studie.
- Pelikán, J., Helus, Z.: Preferenční postoje učitelů k žákům a jejich vliv na účinnost výchovně vzdělávacího procesu. Praha: SNTL, 1984, 234 s. VÚOŠ.
- Pelikán, J.: K některým problémům psychologických podmínek rozvoje tvořivosti. In: Tvořivost ve výuce a v praxi. Praha, Československá vědeckotechnická společnost (ČSVTS) 1989, s. 38–70.[4]

Po roce 1989 se doc. PhDr. Jiří Pelikán, CSc., vrátil na Filozofickou fakultu Univerzity Karlovy a nastoupil na katedru pedagogiky, na níž byl záhy jmenován vedoucím. Následujících deset let vedl katedru, byl členem vědecké rady fakulty, předsedou oborové rady na oboru pedagogika, členem akreditační komise a členem redakční rady časopisu Pedagogika. Usiloval o to, aby pedagogika opět zaujala důstojné místo mezi ostatními vědními obory, a pokusil koncipovat inovovanou verzi
teorie výchovy v nové společenské situaci.
Publikoval celou řadu odborných prací o výchově, např.
- Výchova jako teoretický problém (1995) – průlomová studie od počátku nesená ambicí podílet se na znovuvzkříšení základní pedagogické disciplíny, teorie výchovy;
- Výchova pro život (1997) – pro širší veřejnost; publikaci věnoval všem, kteří neztrácejí pedagogický optimismus, ani když stojí tváří v tvář současným dětem;
- Základy empirického výzkumu (1998) – úvod do kvantitativních metod pedagogického výzkumu;
- Pomáhat být: otevřené otázky teorie provázející výchovy (2002) – studie vymezuje podstatu výchovy coby proces vytváření podmínek pro samostatný a osobitý rozvoj dětí;
- Hledání těžiště výchovy (2007), nepřehlédnutelná publikace se vyznačuje výkladovou sevřeností a orientací na reflexi klíčových témat lidského pobytu na světě ve vztahu k teorii výchovy.[7]

## Sportovní činnost
Jiří Pelikán se věnoval atletice, v roce 1954 se stal i atletickým rozhodčím a byl i ústředním rozhodčím atletického svazu. V letech 1990 až 1992 byl členem výkonného výboru atletického svazu a vedl komisi pro koncepci rozvoje atletiky.
Od roku 1987 se zapojil do činnosti Českého klubu fair play při ČOV a v letech 1995 až 2006 byl jeho předsedou. Stál u vzniku Evropského hnutí fair play. V této funkci mimo jiné vystoupil v roce 2004 s požadavkem, aby řády jednotlivých sportů umožnily za obzvlášť zásadní provinění proti sportovní morálce i doživotní diskvalifikaci sportovce; platné tresty označil až za směšné.
Byl i členem pléna Českého olympijského výboru a členem rozhodčí komise ČOV. Několik let působil v antidopinkové komisi ČSTV, do rozdělení republiky také v předsednictvu federálního útvaru.

### Ocenění
V roce 2009 byl vyznamenán titulem Čestný člen Českého atletického svazu.